# Flughafen Monbetsu

i8
i11
i13
Der Flughafen Monbetsu (japanisch 紋別空港 Mombetsu Kūkō, IATA-Code: MBE, ICAO-Code: RJEB) ist ein kleiner Verkehrsflughafen der Stadt Mombetsu in Japan, Präfektur Hokkaidō. Der Flughafen liegt etwa 8 Kilometer südöstlich vom Stadtzentrum Mombetsus an der Nordküste Hokkaidōs. Von hier gibt es derzeit (2009) nur Inlandsverbindungen. Der Flughafen Monbetsu gilt nach der japanischen Gesetzgebung als Flughafen 3. Klasse.
Der Flughafen ist regional auch unter dem Namen Okhotsk Monbetsu Airport bekannt.